# Dirección General de Relaciones Internacionales y Extranjería
La Dirección General de Relaciones Internacionales y Extranjería (DGRIE) de España es el órgano directivo del Ministerio del Interior, adscrito a la Secretaría de Estado de Seguridad, responsable de la coordinación de la acción exterior del Departamento de Interior.
Desde el 17 de febrero de 2017, la directora general de Relaciones Internacionales y Extranjería es Elena Garzón Otamendi.

## Historia
La DGRIE se creó durante el primer mandato del presidente del Gobierno José Luis Rodríguez Zapatero. El recién nombrado ministro del Interior, Alfredo Pérez Rubalcaba, consideró necesario potenciar los órganos destinados a la acción exterior del Departamento de Interior con una dirección general propia debido al «protagonismo de los asuntos de interior en el ámbito de la Unión Europea y en el de otros foros internacionales».
Este órgano directivo asumió competencias tanto del Gabinete del Ministro, el cual poseía un asesor especial para relaciones internacionales, y de la propia SES de la que dependía. Su estructura original es la que hoy se mantiene, vertebrándose a través de dos subdirecciones generales: de Cooperación Policial Internacional y de Relaciones Internacionales, Inmigración y Extranjería. En 2022 se le añadió una subdirección general específica para asuntos de la Unión Europea.

## Estructura y funciones
La Dirección General de Relaciones Internacionales y Extranjería está integrada por dos subdirecciones generales a través de las cuales desempeña las funciones que le son asignadas:
- La Subdirección General de Cooperación Policial Internacional, a la que corresponde la coordinación en materia de cooperación policial internacional; la definición de las acciones y programas de actuación de los órganos técnicos del Ministerio del Interior existentes en las Misiones Diplomáticas, su organización interna y dotación presupuestaria, así como su inspección técnica y control, sin perjuicio de las facultades de dirección y coordinación del Jefe de la Misión Diplomática respectiva; y la participación en la negociación de convenios y acuerdos internacionales.
- La Subdirección General de Relaciones Internacionales, Inmigración y Extranjería, a la que le corresponde la planificación y coordinación interna de las líneas estratégicas en materia migratoria y de fronteras, especialmente en relación con los países de origen y tránsito de los flujos, así como en la Unión Europea y otros organismos internacionales en los que España es parte, en el ámbito de las competencias del Departamento; la planificación y coordinación interna de las líneas estratégicas en materia de extranjería, en el ámbito de competencias de este Departamento, cuando éstas tengan dimensión internacional; la coordinación de las relaciones del Departamento con la Agencia Europea de la Guardia de Fronteras y Costas (FRONTEX); y la coordinación, en el seno del Ministerio del Interior, de la aplicación y seguimiento de las materias propias del Departamento que se deriven de comunicaciones e informes de organismos internacionales de Derechos Humanos de los que España es parte.
- La Subdirección General de Asuntos Europeos, a la que le corresponde el seguimiento de las actuaciones de la Unión Europea en las políticas y disposiciones jurídicas que afecten a las competencias del Ministerio del Interior, especialmente las relacionadas con el Espacio de Libertad, Seguridad y Justicia, y la coordinación de la posición del Ministerio en las mismas; y la coordinación de la representación del Departamento en la Unión Europea así como la organización de la participación y coordinación de la posición española en los grupos y comités de las instituciones europeas, en el ámbito de las competencias del Ministerio.

Las tres subdirecciones generales se encargan, en el ámbito de sus competencias, de la coordinación, organización y seguimiento de las relaciones internacionales del Departamento; de la coordinación de actuaciones con el Ministerio de Asuntos Exteriores, Unión Europea y Cooperación; del impulso y la negociación de proyectos financiados con cargo a fondos europeos u otras organizaciones internacionales; de la gestión de ayudas de cooperación internacional de ámbito policial; y de la coordinación de la organización de las relaciones del Ministro del Interior con las autoridades de otros gobiernos.

## Directores generales
- Arturo Avello Díez del Corral (2006-2011)
- Ángeles Moreno Bau (octubre-diciembre de 2011)
- Carlos Abella y de Arístegui (2011-2017)
- Elena Garzón Otamendi (2017-presente)